# Course en sac
Course en sac je francouzský krátký film z roku 1895. Režisérem je Louis Lumière (1864–1948). Film trvá necelou minutu. Film byl natočen v roce 1895, ale veřejnosti byl oficiálně představen až o rok později, 28. října 1896.

## Děj
Film zobrazuje závod v pytli na silnici. Závodící povzbuzuje publikum na chodníku. V publiku jsou především ženy a děti, ale i muži a psi. Jeden pes dokonce vběhne do závodu. Jeden ze soutěžících upadne a končí poslední. Publikum do něj ze škodolibosti párkrát uhodí, ale přesto se smíchem před kamerou dál pokračuje.